# Floitengrund
Der Floitengrund, auch die Floite oder das Floitental genannt, ist ein Seitental des Zemmtals in den Zillertaler Alpen (Tirol, Österreich). 
Die dominierenden Berge des Floitengrunds sind der Große Löffler (3379 m), die Westliche Floitenspitze (3195 m) und der Große Mörchner (3285 m) am Ende des Tals, sowie der Floitenturm (2805 m), der Gigalitz (3002 m) an der Nordostflanke und die Zsigmondyspitze (3089 m) an der Südwestflanke des Tals. Durch den gesamten Floitengrund zieht sich der Wanderweg mit der Alpenvereins-Nummer 521. Am Talende auf etwa 1834 m Höhe (Brücke) trifft der Weg auf den Berliner Höhenweg. Dieser führt von der Nördlichen Mörchnerscharte (2872 m) aus dem Zemmgrund durch den Floitengrund zur Lapenscharte (2701 m) in den Stilluppgrund und erschließt die Greizer Hütte, die sich auf 2227 m im oberen Floitengrund befindet.
Seit 1969 findet jährlich der Steinbockmarsch statt. Dieser verläuft von Ginzling durch den Floitengrund, über die Mörchenscharte, durch den Zemmgrund zum Gasthof Breitlahner. Bei schlechtem Wetter wird nur von Ginzling durch den Floitengrund zur Greizer Hütte und zurück gegangen.

## Floitenbach
Der den Floitengrund entwässernde Floitenbach entspringt dem Floitenkees auf rund 2150 m und mündet bei Ginzling (969 m) in den Zemmbach. Der Bach ist 10,7 km lang und entwässert ein Einzugsgebiet von 38,8 km². Der ökologische Zustand des Floitenbachs ist sehr gut bis gut.

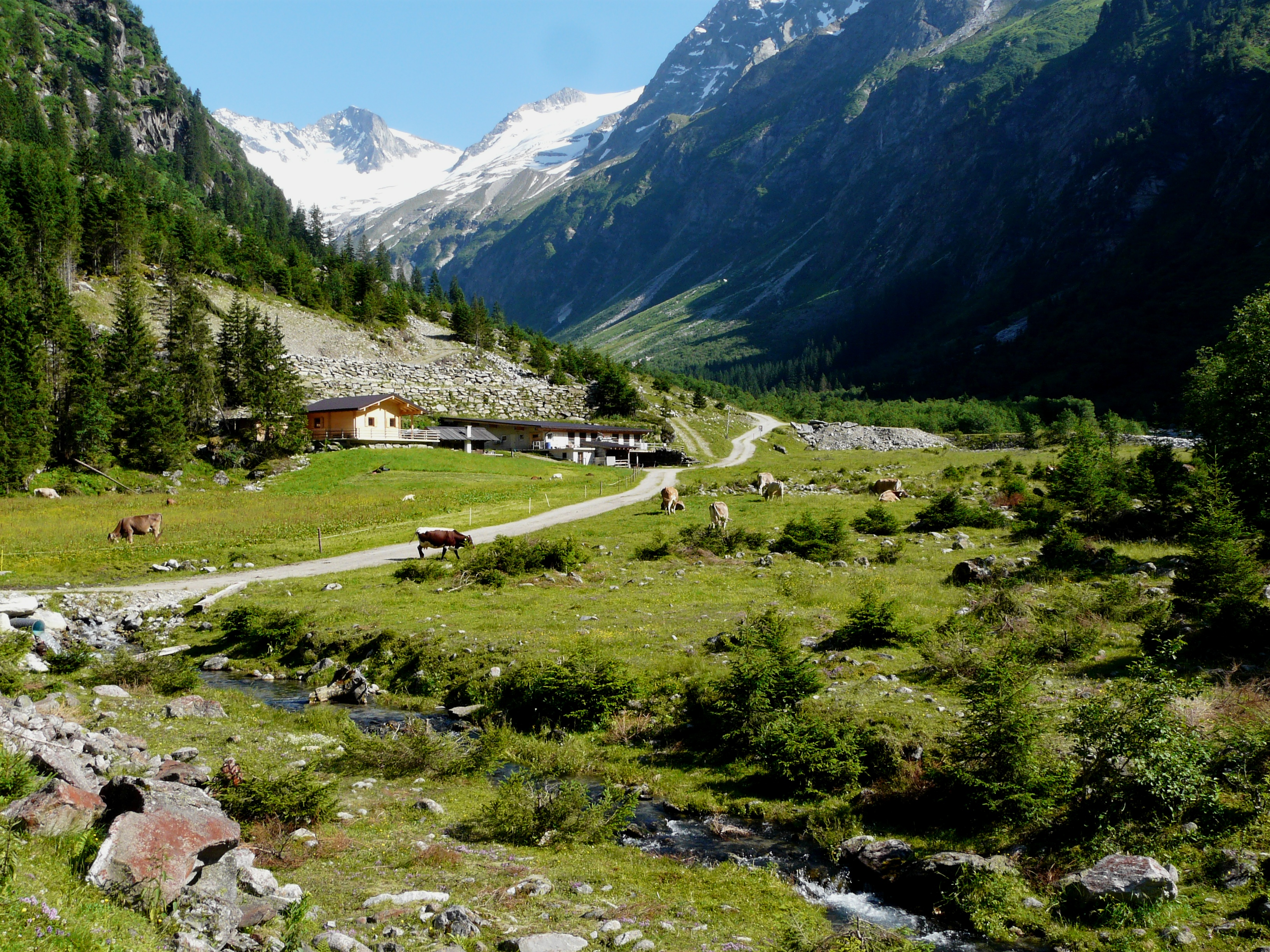
Böckachalm im Floitengrund
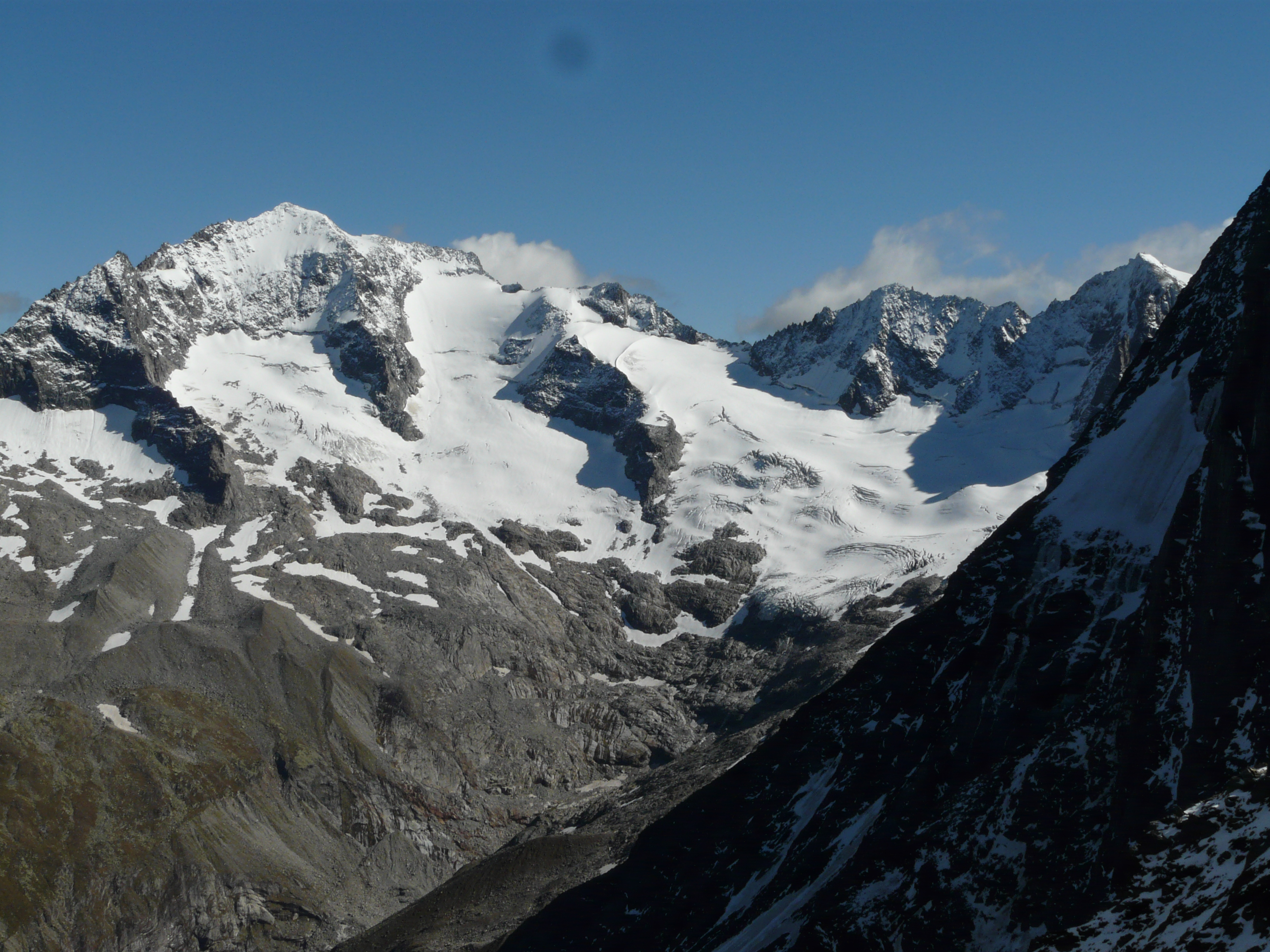
Floitenkees mit Großem Löffler
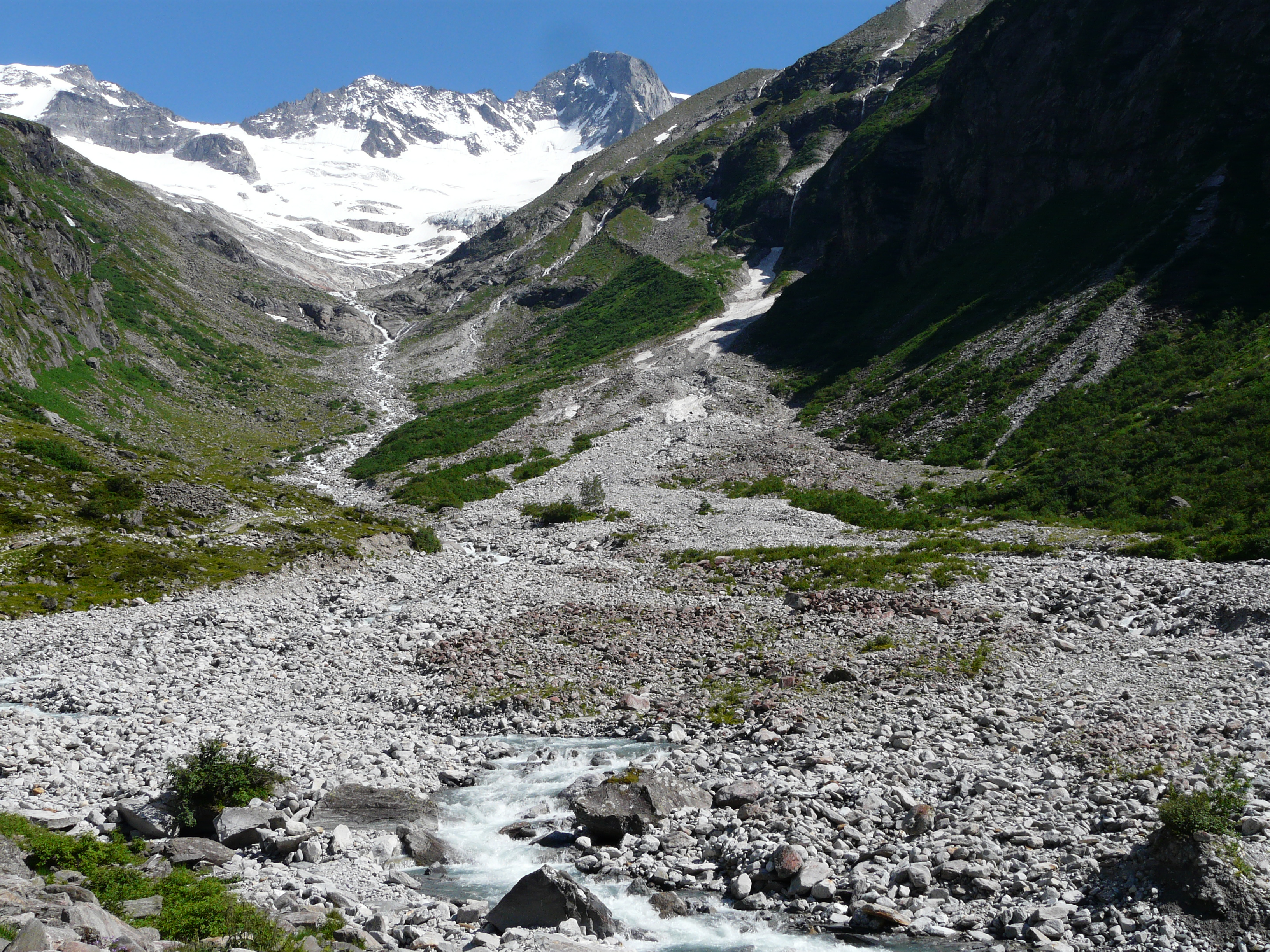
Talschluss mit Floitenspitzen
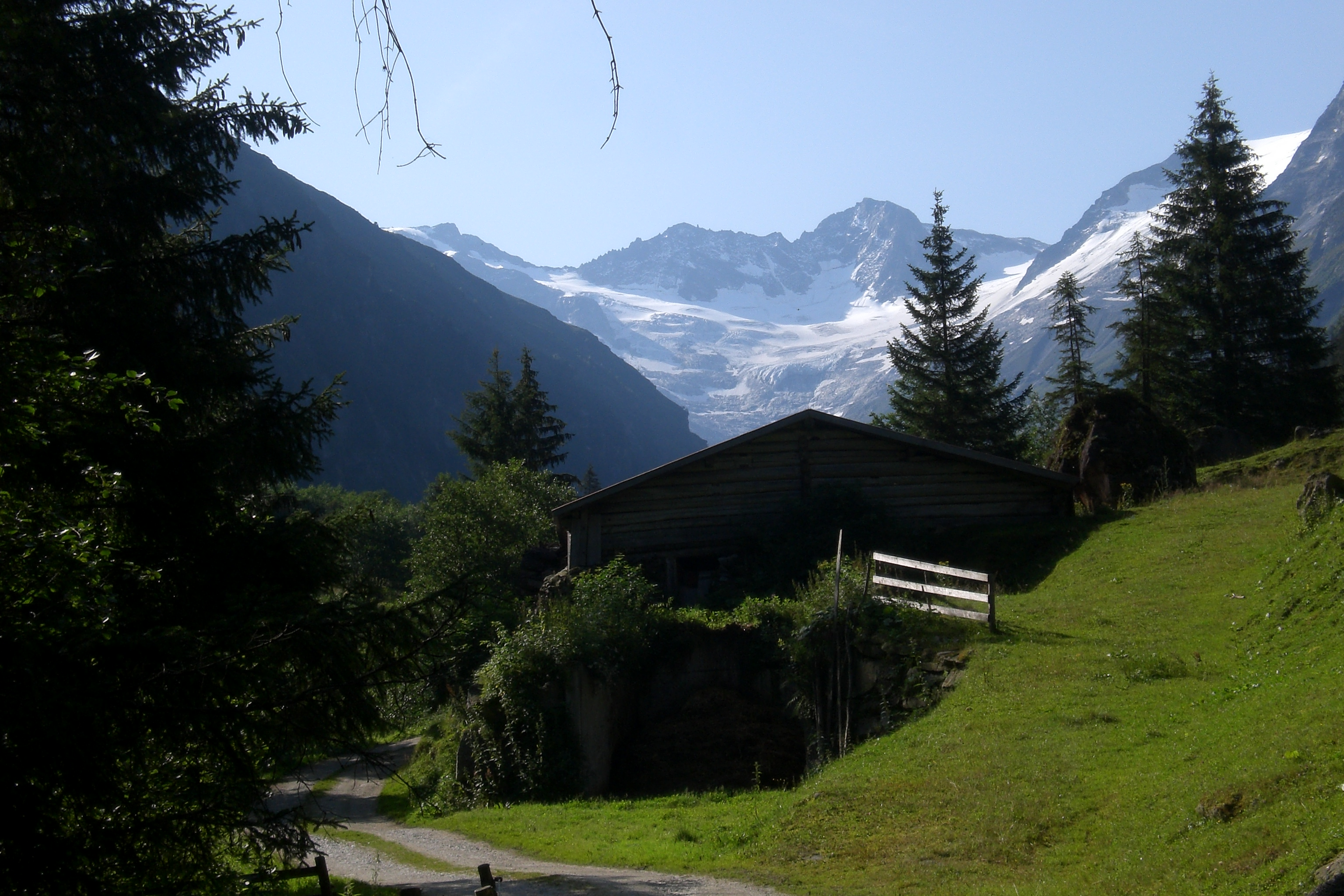
~1300 m im Floitental Richtung SO zum Talschluss gesehen
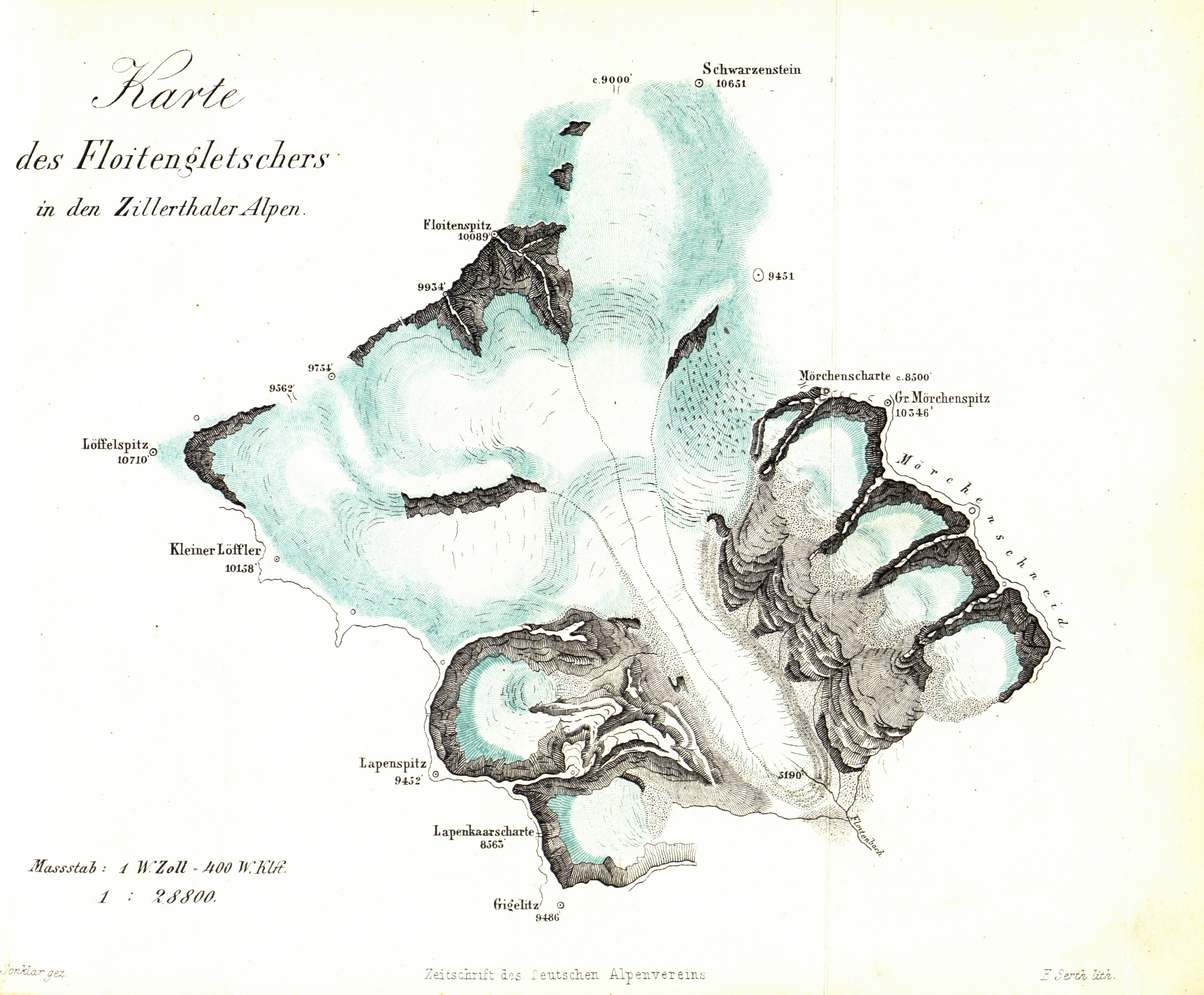
Karte des Floitenkees von Carl Sonklar (Süden oben, Höhen in österreichischen Fuß)